# Разделённые населённые пункты
Разделённые населённые пункты — те населённые пункты, которые вследствие политических изменений или сдвига границ в данный момент представляют собой (или представляли собой на конкретный момент в прошлом) две отдельные структуры. Ниже перечислены такие населённые пункты, а также указана их принадлежность к тем государствам, в составе которых они находились на момент разделения.

## Населённые пункты, разделённые современными границами

### Разделённые государственными границами

#### Европа
| Страны                          | Населённые пункты                        | Тип границы |
| ------------------------------- | ---------------------------------------- | ----------- |
| Австрия — Германия              | Гросгмайн — Байериш-Гмайн                | Речная      |
| Австрия — Словения              | Бад-Радкерсбург — Горна-Радгона          | Речная      |
| Австрия — Чехия                 | Гмюнд — Ческе-Веленице                   | Сухопутная  |
| Бельгия — Германия              | Лихтенбуш — Лихтенбуш                    | Сухопутная  |
| Бельгия — Люксембург            | Мартеланж — Ромбах-Мартеланж             | Сухопутная  |
| Бельгия — Нидерланды            | Барле-Хертог — Барле                     | Сухопутная  |
| Бельгия — Нидерланды            | Беверен-Килдрехт — Хюлст-Нью-Намен       | Сухопутная  |
| Бельгия — Нидерланды            | Синт-Гиллис-Вас-Де-Клинге — Хюлст-Клинге | Сухопутная  |
| Бельгия — Нидерланды            | Путе — Путе                              | Сухопутная  |
| Бельгия — Франция               | А́бель — Абе́ль                            | Сухопутная  |
| Бельгия — Франция               | Вервик — Вервик-Сюд                      | Речная      |
| Бельгия — Франция               | Комин-Варнетон — Комин и Варнетон        | Речная      |
| Бельгия — Франция               | Лерс-Нор — Лерс                          | Сухопутная  |
| Болгария — Сербия               | Богойна — Петачинци                      | Сухопутная  |
| Болгария — Сербия               | Врабча                                   | Сухопутная  |
| Болгария — Сербия               | Гелчина — Груинци                        | Сухопутная  |
| Болгария — Сербия               | Долна-Невля — Доня-Невля                 | Сухопутная  |
| Болгария — Сербия               | Жеравино                                 | Сухопутная  |
| Болгария — Сербия               | Ресен                                    | Сухопутная  |
| Болгария — Сербия               | Стрезимировци                            | Сухопутная  |
| Босния и Герцеговина — Хорватия | Брод — Славонски-Брод                    | Речная      |
| Босния и Герцеговина — Хорватия | Костайница — Хрватска-Костайница         | Речная      |
| Ватикан — Италия                | Ватикан — Рим                            | Сухопутная  |
| Венгрия — Словакия              | Комаром — Комарно                        | Речная      |
| Венгрия — Словакия              | Шаторальяуйхей — Словенске Нове Место    | Сухопутная  |
| Германия — Люксембург           | Боллендорф — Боллендорф-Понт             | Речная      |
| Германия — Люксембург           | Валлендорф (Айфель) — Валлендорф-Понт    | Речная      |
| Германия — Люксембург           | Вассербиллигербрюкк — Вассербиллиг       | Речная      |
| Германия — Люксембург           | Иберайзенбах — Унтерайзенбах             | Речная      |
| Германия — Люксембург           | Эхтернахербрюк — Эхтернах                | Речная      |
| Германия — Нидерланды           | Баренфлер — Барнфлайр                    | Сухопутная  |
| Германия — Нидерланды           | Фальзерквартир — Валс                    | Сухопутная  |
| Германия — Нидерланды           | Зудервик — Динксперло                    | Сухопутная  |
| Германия — Нидерланды           | Олденкот — Олденкоте                     | Сухопутная  |
| Германия — Нидерланды           | Римбург — Римбург (Ландграф)             | Речная      |
| Германия — Нидерланды           | Фенебрюгге — Венебрюгге                  | Сухопутная  |
| Германия — Нидерланды           | Херцогенрат — Керкраде                   | Сухопутная  |
| Германия — Нидерланды           | Цвилльброкк — Звилбрук                   | Сухопутная  |
| Германия — Польша               | Аурит — Урат                             | Речная      |
| Германия — Польша               | Гёритцер Лос и Ворверк — Гужица          | Речная      |
| Германия — Польша               | Гёрлиц — Згожелец                        | Речная      |
| Германия — Польша               | Губен — Губин                            | Речная      |
| Германия — Польша               | Гюстебизер Лос — Гоздовице               | Речная      |
| Германия — Польша               | Кюстрин-Китц — Костшин-над-Одрой         | Речная      |
| Германия — Польша               | Лебус — Лазы Любуски                     | Речная      |
| Германия — Польша               | Остриц — Кшевина                         | Речная      |
| Германия — Польша               | Свинемюндер — Свиноуйсьце                | Речная      |
| Германия — Польша               | Форст — Защеки                           | Речная      |
| Германия — Польша               | Франкфурт-на-Одере — Слубице             | Речная      |
| Германия — Польша               | Циттау — Пораюв                          | Речная      |
| Германия — Франция              | Нойлотербург — Лотербур                  | Сухопутная  |
| Германия — Франция              | Гросроссельн — Птит-Россель              | Речная      |
| Германия — Франция              | Клайнблиттерсдорф — Гросблидерстроф      | Речная      |
| Германия — Франция              | Лайдинен — Енен-ле-Бузонвиль             | Сухопутная  |
| Германия — Франция              | Шайбенхардт — Шебенар                    | Речная      |
| Германия — Чехия                | Байериш-Айзенштайн — Железна-Руда        | Сухопутная  |
| Германия — Швейцария            | Лауфенбург — Лауфенбург                  | Речная      |
| Германия — Швейцария            | Райнфельден — Райнфельден                | Речная      |
| Италия — Словения               | Гориция — Нова-Горица                    | Сухопутная  |
| Италия — Швейцария              | Лавена-Понте-Треза — Понте-Треза         | Речная      |
| Латвия — Эстония                | Валка — Валга                            | Сухопутная  |
| Люксембург — Франция            | Мондорф-ле-Бен — Мондорфф                | Речная      |
| Польша — Россия                 | Щурково — Широкое                        | Сухопутная  |
| Польша — Чехия                  | Копатув — Олдрихов-на-границе            | Сухопутная  |
| Польша — Чехия                  | Опавица — Опавице                        | Речная      |
| Польша — Чехия                  | Славновице — Вельке-Кунетуце             | Сухопутная  |
| Польша — Чехия                  | Цешин — Чески-Тешин                      | Речная      |
| Россия — Украина                | Чертково — Меловое                       | Сухопутная  |
| Россия — Эстония                | Ивангород — Нарва                        | Речная      |
| Румыния — Украина               | Килия-Веке — Килия                       | Речная      |
| Словакия — Украина              | Вельке Слеменце — Малые Селменцы         | Сухопутная  |
| Финляндия — Швеция              | Торнио — Хапаранда                       | Речная      |
| Франция — Швейцария             | Люсель — Люсель                          | Сухопутная  |
| Франция — Швейцария             | Сен-Женгольф — Сен-Женгольф              | Речная      |

#### Азия
| Страны                  | Населённые пункты          | Тип границы |
| ----------------------- | -------------------------- | ----------- |
| Азербайджан — Иран      | Джульфа — Джульфа          | Речная      |
| Азербайджан — Иран      | Астара — Астара            | Речная      |
| Израиль — Ливан         | Гаджар — Гаджар            | Сухопутная  |
| Иран — Туркменистан     | Серахс — Серахс            | Речная      |
| Сирия — Турция          | Рас-аль-Аюн — Джейланпынар | Сухопутная  |
| Россия — Китай          | Благовещенск — Хэйхэ       | Речная      |
| Узбекистан - Кыргызстан | Карасу - Кара-Суу          | Речная      |

#### Африка
| Страны          | Населённые пункты | Тип границы |
| --------------- | ----------------- | ----------- |
| Кения — Эфиопия | Мояле — Мояле     | Сухопутная  |

#### Америка
| Страны        | Населённые пункты             | Тип границы |
| ------------- | ----------------------------- | ----------- |
| Канада — США  | Ниагара-Фоллс — Ниагара-Фоллс | Речная      |
| Канада — США  | Су-Сент-Мари — Су-Сент-Мари   | Речная      |
| Мексика — США | Сьюдад-Хуарес — Эль-Пасо      | Речная      |
| Мексика — США | Пьедрас-Неграс — Игл-Пасс     | Сухопутная  |
| Мексика — США | Ногалес — Ногалес             | Сухопутная  |

### Разделённые внутригосударственными границами

#### Европа
| Страна               | Административно-территориальные единицы              | Населённые пункты                                      | Тип границы |
| -------------------- | ---------------------------------------------------- | ------------------------------------------------------ | ----------- |
| Босния и Герцеговина | Республика Сербская — Федерация Боснии и Герцеговины | Источно-Сараево — Сараево                              | Сухопутная  |
| Германия             | Бавария — Баден-Вюртемберг                           | Ной-Ульм — Ульм                                        | Речная      |
| Германия             | Бавария — Баден-Вюртемберг                           | Фертхофен, Мемминген — Фертхофен, Айтрах               | Речная      |
| Германия             | Бавария — Баден-Вюртемберг                           | Кройцвертхайм — Вертхайм                               | Речная      |
| Германия             | Бавария — Тюрингия                                   | Мутлаут — Мутлаут                                      | Речная      |
| Германия             | Баден-Вюртемберг — Гессен                            | Игельцбах — Игельцбах                                  | Сухопутная  |
| Германия             | Баден-Вюртемберг — Гессен                            | Лауденбах, Лауденбах — Уберлауденбах, Хеппенхайм       | Сухопутная  |
| Германия             | Баден-Вюртемберг — Гессен                            | Шуленбах, Эбербах — Шуленбах, Хессенек                 | Речная      |
| Германия             | Гессен — Северный Рейн-Вестфалия                     | Зайбельсбах, Бромскирхен — Диденсхаузен, Бад-Берлебург | Речная      |
| Германия             | Нижняя Саксония — Саксония-Анхальт                   | Зикери, Броме — Боквиц, Клётце                         | Сухопутная  |
| Германия             | Нижняя Саксония — Северный Рейн-Вестфалия            | Брухмюлен, Мелле — Брухмюлен, Рёдингхаузен             | Сухопутная  |
| Германия             | Нижняя Саксония — Северный Рейн-Вестфалия            | Райне, Эрцен — Райне, Экстерталь                       | Сухопутная  |
| Германия             | Нижняя Саксония — Северный Рейн-Вестфалия            | Штрёэн, Вагенфельд — Пройсиш-Штрёэн, Раден             | Сухопутная  |
| Германия             | Рейнланд-Пфальц — Северный Рейн-Вестфалия            | Нидерирзен — Ирзен, Виндекк                            | Речная      |
| Германия             | Рейнланд-Пфальц — Северный Рейн-Вестфалия            | Нидершельдерюте, Мудерсбах — Нидершельден, Зиген       | Сухопутная  |
| Германия             | Саксония-Анхальт — Тюрингия                          | Хойккевальде — Хермсдорф, Гера                         | Сухопутная  |
| Швейцария            | Аппенцелль-Аусерроден — Санкт-Галлен                 | Груб — Груб, Эггерсрит                                 | Речная      |
| Швейцария            | Аргау — Золотурн                                     | Эрлинсбах — Эрлинсбах                                  | Речная      |
| Швейцария            | Во — Фрибур                                          | Мур — Хаут-Вулли                                       | Сухопутная  |

#### Америка
| Страна | Административно-территориальные единицы | Населённые пункты          | Тип границы       |
| ------ | --------------------------------------- | -------------------------- | ----------------- |
| Канада | Альберта — Саскачеван                   | Ллойдминстер               | Сухопутная        |
| США    | Арканзас — Теннесси                     | Уэст-Мемфис — Мемфис       | Сухопутная        |
| США    | Арканзас — Техас                        | Тексаркана — Тексаркана    | Сухопутная        |
| США    | Индиана — Огайо                         | Юнион-Сити — Юнион-Сити    | Сухопутная        |
| США    | Калифорния — Невада                     | Саут-Лейк-Тахо — Стейтлайн | Сухопутная        |
| США    | Канзас — Миссури                        | Канзас-Сити — Канзас-Сити  | Речная/Сухопутная |
| США    | Невада — Юта                            | Уэст-Уэндовер — Уэндовер   | Сухопутная        |

#### Австралия
| Страна    | Административно-территориальные единицы | Населённые пункты                 | Тип границы |
| --------- | --------------------------------------- | --------------------------------- | ----------- |
| Австралия | Квинсленд — Новый Южный Уэльс           | Кулангатта, Голд-Кост — Твид Хэдс | Сухопутная  |

### Разделённые границами непризнанных образований
| Часть света | Страны                          | Населённые пункты                                                               | Тип границы |
| ----------- | ------------------------------- | ------------------------------------------------------------------------------- | ----------- |
| Европа      | Кипр — Северный Кипр            | Никосия — Северная Никосия                                                      | Сухопутная  |
| Европа      | Косово — Северное Косово        | Косовска-Митровица (южная, албанская) — Косовска-Митровица (северная, сербская) | Речная      |
| Азия        | Египет — Палестинская автономия | Рафах — Рафах                                                                   | Сухопутная  |
| Африка      | Галмудуг — Пунтленд             | Южный Галькайо — Северный Галькайо                                              | Сухопутная  |

## Населённые пункты, разделённые прежними границами

### Разделённые государственными границами

#### Европа
| Временной промежуток | Страны                                               | Населённые пункты                  | Тип границы |
| -------------------- | ---------------------------------------------------- | ---------------------------------- | ----------- |
| 1949 — 1990          | ГДР — Западный Берлин                                | Восточный Берлин — Западный Берлин | Сухопутная  |
| 1945 — 1990          | ГДР — ФРГ                                            | Ной-Блеккеде — Блеккеде            | Речная      |
| 1945 — 1990          | ГДР — ФРГ                                            | Ной-Гарге — Гарге                  | Речная      |
| 1924 — 1944          | Италия — Королевство Югославия                       | Фиуме — Сушак                      | Сухопутная  |
| 1949 — 1963          | Нидерланды — ФРГ                                     | Вюлер                              | Сухопутная  |
| 1938 — 1945          | Протекторат Богемии и Моравии — Словацкая республика | Энрау (Петржалка) — Братислава     | Речная      |
| 1772 — 1793          | Речь Посполитая — Российская империя                 | Толочин                            | Речная      |
|                      | Австро-Венгрия — Российская империя                  | Тарноруда — Тарноруда              | Речная      |
|                      | Австро-Венгрия — Российская империя                  | Крутилов — Крынцилов               | Речная      |
| 2014 — 2022          | Украина — ЛНР                                        | Золотое — Золотое-5                | Сухопутная  |

#### Азия
| Временной промежуток | Страны             | Населённые пункты                        | Тип границы |
| -------------------- | ------------------ | ---------------------------------------- | ----------- |
| 1948 — 1967          | Израиль — Иордания | Западный Иерусалим — Восточный Иерусалим | Сухопутная  |